# The Station Agent
Pour plus de détails, voir Fiche technique et Distribution.
The Station Agent, également intitulé Le Chef de gare au Québec, est une comédie dramatique américaine écrite et réalisée par Tom McCarthy et sortie en 2003.

## Synopsis

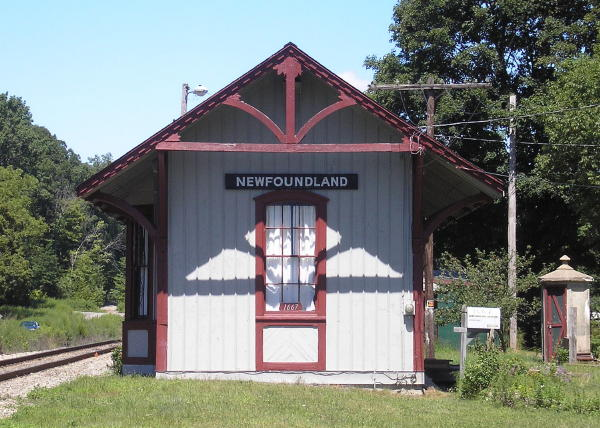
La gare de Newfoundland, New Jersey en 2006, où a été tourné le film.

Finbar Mcbride, un nain solitaire et peu communicatif, passionné de train, hérite d'une gare isolée. Il s'y installe dans l'intention d'être tranquille mais Joe, un vendeur bavard de hot-dog, et Olivia, une fille envahissante par ses maladresses, le font sortir de sa bulle. Une amitié s'instaure petit à petit entre les trois personnages.

## Fiche technique
- Titre : The Station Agent
- Titre québécois : Le Chef de gare
- Réalisation : Tom McCarthy
- Scénario : Tom McCarthy
- Photographie : Oliver Bokelberg
- Musique originale : Stephen Trask
- Production : Robert May, Mary Jane Skalski (en) et Kathryn Tucker
- Société de distribution : Miramax Films
- Pays d'origine :  États-Unis
- Langues originales : anglais et espagnol
- Format : couleurs - 1,85:1 - 16 mm (réalisation) / 35 mm (projection) - Dolby Digital
- Durée : 89 minutes
- Dates de sortie :
  -  États-Unis : 26 janvier 2003 (Festival de Sundance), 3 octobre 2003 (sortie nationale limitée)
  -  Canada : 8 septembre 2003 (Festival de Toronto), 4 octobre 2003 (Festival de Calgary)
  -  Suisse : 30 octobre 2003 (Suisse germanophone), 24 décembre 2003 (Suisse francophone)
  -  France : 24 décembre 2003

## Distribution
- Peter Dinklage : Finbar McBride
- Patricia Clarkson : Olivia Harris
- Bobby Cannavale : Joe Oramas
- Michelle Williams : Emily
- Raven Goodwin : Cléo
- Paul Benjamin : Henry Stile
- Jase Blankfort : le client du magasin
- Paula Garces : la caissière
- Josh Pais : Carl
- Richard Kind : Louis Tiboni
- Lynn Cohen : Patty
- Marla Sucharetza : Janice
- Jayce Bartok : Chris
- Joe Lo Truglio : Danny
- John Slattery : David, l'ex-mari d'Olivia

## Distinctions

### Récompenses
- Festival de Sundance 2003 : prix du public, prix spécial du jury (pour la performance de Patricia Clarkson), prix Waldo Salt du scénario
- BAFTA Awards 2004 : meilleur scénario original
- Independent Spirit Awards 2004 : meilleur premier scénario, prix John Cassavetes, prix des producteurs

### Nominations
- Festival de Sundance 2003 : grand prix du jury
- Independent Spirit Awards 2004 : meilleur acteur (Peter Dinklage)